# Deskoin
Deskoin est une plateforme française d’échange de cryptomonnaies PSAN fondée en 2018 par Julien Henrot-Dias et Owen Simonin,,. Elle permet à ses utilisateurs d’acheter, d’échanger ou de vendre des cryptomonnaies.
Le siège social se situe à Metz, en France.

## Histoire
Après avoir créé la société Just-Mining, une plateforme proposant des services d’investissements sur le minage de cryptomonnaies, Julien Henrot-Dias et Owen Simonin fondent Deskoin en 2018. Leurs locaux sont alors basés à Florange.
En septembre 2019, la société annonce un partenariat stratégique avec Global P.O.S, éditeur de logiciels, dans l'objectif de permettre aux points de vente physiques d'accepter les paiements en cryptomonnaies,,.
En janvier 2021, la société rejoint l'accélérateur de la Région Grand Est : Scal'E-nov,.
En septembre 2021, Deskoin annonce la possibilité d'effectuer des achats de cryptomonnaies par carte bancaire sur sa plateforme, tout en élargissant son catalogue avec l'incorporation de 13 cryptomonnaies supplémentaires.
En décembre 2023, Deskoin lance son application mobile.
En mars 2025, Deskoin s'associe à la néo-banque luxembourgeoise Olky et annonce une levée de fonds pour développer des solutions techniques destinées aux professionnels du web3.